# Verglasung (Bauteil)
Als Verglasung wird in der Regel der Verschluss einer dafür vorgesehenen Öffnung durch flächige Glaselemente bezeichnet. Im weiteren Sinne kann mit Verglasung auch jede Ver- bzw. Bekleidung oder Verblendung einer Fläche oder eines Objekts mit Glas gemeint sein.
Neben dem Witterungsschutz und häufig der Transluzenz und Durchsicht (Transparenz) können an eine Verglasung bestimmte Anforderungen hinsichtlich der Stabilität, dem Erscheinungsbild, des Wärme-, Sonnen- und Einbruchschutzes sowie besonderer Oberflächeneigenschaften gestellt werden.
Verglasungen sind typischerweise Bestandteil von Fenstern, Fassadenelementen, speziellen Bauwerken wie Wintergärten und Gewächshäusern, sowie von Fahrzeugkarosserien (als Windschutzscheibe, Seiten- und Heckfenster).

## Verglasungsvarianten
Da es zu Beginn der Glasherstellung Probleme bereitete, größere, ebene Glasflächen herzustellen, bestand der etablierte Standard über lange Zeit in Butzen- und Sprossenfenstern mit Einfachverglasung.
Im Verlauf der Energiekrise der 1970er Jahre begannen sich Isolierglasfenster mit Zweifach-Verglasung durchzusetzen. Die Weiterentwicklung mit verbessertem Dämmstandard wurde Wärmedämmverglasung genannt, wobei es sich zunächst noch um zweifach verglaste Fensterscheiben handelte, die heute zunehmend durch Dreifachverglasung ersetzt werden.

### Zweifach-Verglasung
Bei der Verglasung gelten zwei wichtige Faktoren, die zu unterscheiden sind: der U-Wert und der g-Wert. Der U-Wert gibt den Wärmedurchgangskoeffizienten an. Wenn dieser gering ist, ist das Fenster optimal gegen Außentemperaturen gedämmt. Die Energieeinsparverordnung (EnEV) gibt an, dass der U-Wert eines Fensters nicht über 1,3 W/(m²K) liegen darf.
Der G-Wert ist die Prozentangabe des Energiedurchlassgrades, sprich dem Anteil der Energie, der ins Gebäudeinnere gelangt und z. B. durch Sonnenstrahlung zur Erwärmung der Räume beiträgt. Dieser Wert muss nicht immer besonders hoch sein, da er abhängig ist von der Wohnsituation und der Gebäudeseite.
Der U-Wert und der G-Wert müssen aber dennoch aufeinander abgestimmt sein.

### Dreifach-Verglasung
Die Dreifach-Verglasung ist eine Erweiterung der Zweifach-Verglasung. Während die Zweifach-Verglasung einen g-Wert von ungefähr 0,63 (63 %) aufweist und Licht zu 80 % durchlässt, liegt der Wert bei der Dreifach-Verglasung bei 0,51 (51 %) und sie ist damit nur zu 72 % lichtdurchlässig. Dreifach-Verglasungen haben einen U-Wert von 0,7 W/(m²K) nach DIN EN 673. Sie sind somit energieeffizienter durch ihren niedrigen U-Wert. Diese Verglasung bietet inkludiert schon einen besseren Schallschutz und eignet sich bestens für bewohnte Räume, Büros sowie Krankenhäuser.

## Verglasungen mit Funktionen
Verglasungen können verschiedenste Funktionen übernehmen. Der Wärmeschutz ist grundsätzlich als Basis zu sehen. Man kann zusätzlich noch Sicherheitsglas, Brandschutz-, Schallschutz- oder Sonnenschutzglas verbauen. Diese geben dann entsprechend ihrer Bezeichnung Funktionen zu der Wärmedämmung dazu. Verbundsicherheitsglas (ugs.: auch Panzerglas), z. B. hält Zerstörung oder Einbrüchen stand, es kann in verschiedenen Variationen aufbereitet sein. Als Aktiver Sicherheitsschutz, (sog. Alarmglas) kann es sogar durch dünne stromdurchzogene Leitungen bei Bruch Alarm bei der Polizei auslösen. Als passives Einscheibensicherheitsglas schützt es vor Verletzungen, indem das Glas bei Zerbrechen in Scherben ohne scharfe Kanten zerfällt. Dies wird z. B. in Sportbereichen eingesetzt. Brandschutzgläser sind, wie der Name bereits sagt, feuerwiderstandsfähige Verglasungen. Schallschutzglas verringert die Lärmbelästigung, Sonnenschutzglas schützt den Raum vor Überhitzung, ohne den Lichteinfall zu beeinträchtigen. Neben Fenstern, Fassaden oder Fenstertüren können unter anderem auch Treppen, Balkonböden, Schiffe u. v. m. verglast werden.
Eine neue Technik sind Smart Windows. Diese können wie Tablets oder Fernseher verwendet werden, verfügen über einen Internetzugang und sind von außen nicht sichtbar. Weitere Verglasungsfunktionen sind Isolierglas, Schallschutzglas, Einscheibensicherheitsglas, Verbundsicherheitsglas, einbruchhemmende Verglasungen, Ornamentglas, Strukturglas, Chinchilla-Glas, Satiniertes Glas, Wärmeschutzglas, Sonnenschutzglas, Vogelschutzglas, Brandschutzglas, TRAV-Verglasung, selbstreinigendes Glas.

### Verglasungsarten
- Fensterglas
- Fahrzeugglas
- begehbare Verglasung
- beschichtetes Glas
- Festverglasung
- Scheibenzwischenraumverglasung[3][4][5]